# Rozseč (Jihlava)
Rozseč é uma comuna checa localizada na região de Vysočina, distrito de Jihlava.